# Kristijan Miljević
Kristijan Miljević-Sachpekidis (in serbo Кристијан Миљевић-Схпекидис?; Norrköping, 15 luglio 1992) è un calciatore svedese naturalizzato serbo, centrocampista svincolato.